# 毛罗·席尔瓦
毛罗·席尔瓦，全名毛罗·达·席尔瓦·戈麦斯（Mauro da Silva Gomes），巴西足球运动员，前巴西国脚，场上司职中场，目前已退役。
毛罗·席尔瓦以勤勉的作风、出色的抢断技巧、优秀的领导才能而闻名。当然，他为拉科鲁尼亚效力长达13年之久，期间功绩无数，亦使他成为拉科鲁尼亚球迷的最爱之一。同时，作为巴西队主力，他也是1994年世界杯的冠军成员。

## 足球生涯
席尔瓦在巴西国内开始自己的职业生涯，1992年，他同贝贝托一道，转会西甲，加入拉科鲁尼亚，当时转会费约合160万欧元。
在拉科鲁尼亚，席尔瓦迅速成为主力，除非受到伤病困扰，否则他完全可以保持全勤。即使在退役之前的最后一个赛季，已经36岁的席尔瓦仍然单赛季出场20次。效力拉科鲁尼亚期间，席尔瓦跟随球队一起获得了西甲联赛冠军等众多荣誉。在俱乐部的成功，也让席尔瓦在国家队当中获得信赖，10年来他共为巴西国家队出战58次，并且期间从来没有被换下场。
2005年5月22日，拉科鲁尼亚主场0：3负于皇家马略卡，尽管如此，里亚索主场的球迷依旧恋恋不舍地向象征一个时代的两名传奇球员告别——球队的副正队长毛罗·席尔瓦同弗兰，他们在此刻同时退役。

## 荣誉

### 团队
- 世界杯冠军: 1994
- 美洲杯: 1997
- 西甲联赛冠军: 1999-2000
- 西班牙国王杯: 1994-95， 2001-02
- 西班牙超级杯: 1995，2000，2002

### 个人
- 巴西足球先生（英语：Bola de Ouro）: 1991